# Rattus Norvegicus
Rattus Norvegicus – pierwszy studyjny album brytyjskiego zespołu The Stranglers. Nagrań dokonano w styczniu i w lutym 1977 roku w TW Studios i Olympic Studios (Londyn), a na rynku ukazał się 15 kwietnia tego samego roku nakładem wytwórni United Artist. Producentem płyty był Martin Rushent. Album zajął 4. miejsce na brytyjskiej liście sprzedaży UK Albums Chart.
Do pierwszych egzemplarzy albumu dołączano darmowy singel 7" z utworami „Peasant in the Big Shitty (live)” i „Choosie Susie”. Te dwa utwory oraz „Go Buddy Go” były bonusami na edycji CD z 2001 roku (pierwsza edycja na CD w 1988 r. bez bonusów, obie EMI Records). W 1977 r. ukazała się też wersja picture disc.

## Spis utworów
| 1. | „Sometimes”                                                               | 4:56  |
|    |                                                                           |       |
| 2. | „Goodbye Toulouse”                                                        | 3:12  |
|    |                                                                           |       |
| 3. | „London Lady”                                                             | 2:25  |
|    |                                                                           |       |
| 4. | „Princess of the Streets”                                                 | 4:34  |
|    |                                                                           |       |
| 5. | „Hanging Around”                                                          | 4:25  |
|    |                                                                           |       |
| 6. | „Peaches”                                                                 | 4:03  |
|    |                                                                           |       |
| 7. | „(Get A) Grip (On Yourself)”                                              | 3:55  |
|    |                                                                           |       |
| 8. | „Ugly”                                                                    | 4:03  |
|    |                                                                           |       |
| 9. | „Down in the Sewer”                                                       | 7:30  |
|    | a. Falling b. Down in the Sewer c. Trying to Get Out Again d. Rat's Rally |       |
|    |                                                                           | 39:03 |
|    |                                                                           |       |
bonusy CD 2001
| 1. | „Choosey Susie”                    | 3:13  |
|    |                                    |       |
| 2. | „Go Buddy Go”                      | 3:58  |
|    |                                    |       |
| 3. | „Peasant in the Big Shitty (Live)” | 3:42  |
|    |                                    |       |
|    |                                    | 10:53 |
|    |                                    |       |

## Single z albumu
- „(Get A) Grip (On Yourself)” UK # 44[6]
- „Peaches” UK # 8[7]

## Autorzy
- Jean-Jacques Burnel – gitara basowa, śpiew
- Hugh Cornwell – gitara, śpiew
- Dave Greenfield – instrumenty klawiszowe, śpiew
- Jet Black – perkusja

gościnnie
- Eric Clarke – saksofon (w „Grip”)